# Sinclair C5
El Sinclair C5 és un vehicle elèctric de bateria individual, tècnicament un "cicle de pedal assistit elèctricament". (encara que és àmpliament descrit com un "cotxe elèctric", Sinclair l'ha caracteritzat com un "vehicle, no un cotxe".) Va ser la culminació del gran interès en els vehicles elèctrics de part del Sr. Clive Sinclair. Sinclair s'havia convertit en un dels milionaris més coneguts del Regne Unit i s'ha guanyat el títol de cavaller gràcies a la reeixida empresa Sinclair Research, dedicada a ordinadors personals a principis de la dècada de 1980. Ell va esperar repetir el seu èxit en el mercat de vehicles elèctrics, que va veure que havia madurat per a un nou enfocament. El C5 va sorgir d'un projecte anterior per produir un cotxe elèctric semblant al Renault Twizy anomenat C1. Després d'un canvi en la llei impulsada per la pressió exercida pels fabricants de bicicletes, Sinclair ha desenvolupat el C5 com un tricicle elèctric amb un cos de polipropilè i un xassís dissenyat per Lotus Cars. Va ser pensat per ser el primer d'una sèrie de vehicles elèctrics cada vegada més ambiciosos, però el desenvolupament planificat del C10 i C15 mai va arribar més enllà de la taula de dibuix.
El 10 de gener de 1985, el C5 es va donar a conèixer en un esdeveniment de llançament ostentós però va rebre una recepció poc entusiasta dels mitjans de comunicació britànics. Les seves perspectives de vendes van ser arruïnades per males crítiques i preocupacions de seguretat expressades per les organitzacions de consumidors i d'automobilisme. Les limitacions del vehicle – un curt abast, una velocitat màxima de només 24 km/h, una bateria que s'acaba ràpidament i una falta de resistència a la intempèrie – fan que sigui poc pràctic per a les necessitats de la gent. Es comercialitza com una alternativa als cotxes i bicicletes, però va acabar apel·lant a cap dels grups de propietaris, i que no estava disponible a les botigues fins a diversos mesos després del seu llançament. Dins dels tres mesos de la posada en marxa, la producció s'havia reduït en un 90%. Les vendes mai van avançar i les previsions optimistes de Sinclair i la producció van cessar per complet a l'agost de 1985. De 14.000 C5s fets, només 5.000 van ser venuts abans del seu fabricant, Sinclair Vehicles, va entrar en fallida.
El C5 es va fer conegut com "una de les grans bombes de màrqueting de la indústria britànica de postguerra" i un "notori ... exemple de fracàs". Malgrat el seu fracàs comercial, el C5 es va convertir en un element de culte per a col·leccionistes. Milers de C5s sense vendre van ser comprats per inversors i es van vendre a preus enormement inflats – fins a £5000, en comparació amb el valor original al detall de 399 lliures. Diversos entusiastes han creat clubs de propietaris i alguns han modificat substancialment els seus vehicles, afegint rodes gegants, motors de reacció i motors elèctrics d'alta potència per propulsar els C5s a velocitats de fins a 240 km/h.